# Улица Мельникайте (Тюмень)
Улица Марите Мельникайте одна из главных улиц Тюмени. Протяжённость — 8,5 километров. Начинается от ул. Дружбы в заречной части города, проходит на юг Тюмени. Завершается на кольцевой развязке с улицей Федюнинского — одной из составляющих объездного кольца Тюмени. Улица Марите Мельникайте — важная улица города, так как соединяет его заречную часть, центр и микрорайоны Тюмени. Единственная улица города, расположенная во всех четырёх административных округах города — Ленинском, Центральном, Калининском и Восточном. На улице находятся крупные торговые центры, офисные помещения, а также корпуса ТГНГУ и Западно-Сибирский инновационный центр нефти и газа.

## История

Мемориальная доска Мельникайте

Названа решением Тюменского городского совета от 29 декабря 1958 года в честь литовской партизанки Марите Мельникайте, которая в годы войны недолгое время до отправки на фронт работала на станкостроительном заводе в Тюмени. Об этом напоминает мемориальная доска на здании, находящемся на перекрёстке улиц Марите Мельникайте и Республики.

## Площади и скверы
- Сквер романтиков
- Парк Гагарина
- Площадь памяти
- Площадь конституции

## Достопримечательности
На пересечении ул. Марите Мельникайте с проездом Геологоразведчиков, вблизи дома номер 109, установлен памятник началу разработки Тюменской нефти—первой разведочной скважине Р-1, которую здесь пробурила бригада мастера Б.Н.Мелик-Карамова. Скважину глубиной 2 километра начали бурить 15 февраля 1949 года и закончили 5 июня 1950 года. При бурении этой скважины свой первый профессиональный опыт получил будущий первооткрыватель Тюменской нефти Семён Урусов.
Буровую вышку на знаковом месте разобрали в 1960-е годы, когда с ростом города здесь началось жилищное строительство. В ознаменование 10-летия разработки Тюменской нефти в середине 1970-х  на месте скважины разбили сквер, в центре установили пилон и  мемориальную доску. В 1998 году, ко Дню работников нефтяной и газовой промышленности и к 50-летию начала геологоразведочных работ на территории области, пилон облицевали гранитом, сверху установили макет буровой вышки. Автором реконструкции памятного знака был архитектор И. Литовка.

## Транспорт
Улица Марите Мельникайте — одна из самых загруженных улиц города. По ней ходят множество маршрутных такси и автобусов.

## Путепроводы
К концу 1990-х годов существовали два путепровода — один через железную дорогу, другой — через реку Тура.
В августе 2013 года открыт 3-й путепровод над кольцевой развязкой с улицами Широтная и Ставропольская.
В 2018-2020 годах построена развязка на пересечении с улицей 30 лет Победы, движение по ней началось 14 августа 2020 года.
17 октября 2021 года частично открыта развязка на пересечении с улицей Дружбы, в перспективе эта развязка станет первой трёхуровневой в Тюмени.
4 декабря 2023 года частично открыта развязка на пересечении с Дамбовской улицей, полностью движение по развязке планируют запустить к середине 2024 года.

## Перспектива
В феврале 2022 года началось проектирование дальнейшего продления (так называемой «пробивки») улицы Мельникайте, от улицы Дружбы до улицы Щербакова (длиной 3 км). В 2023 году проект строительства новой дороги отправлен на экспертизу. Первый участок длиной около 800 метров до улицы Малышева был открыт 2 ноября 2023 года, одновременно с третьим уровнем развязки с улицей Дружбы.